# Церква святих верховних апостолів Петра і Павла (Бліх)
Церква святих верховних апостолів Петра і Павла в Блісі — парафія і храм греко-католицької громади Залозецького деканату Тернопільсько-Зборівської архієпархії Української греко-католицької церкви в селі Бліх Тернопільського району Тернопільської области.

## Історія церкви
До 2005 року села Бліх та Мильне утворювали єдину парафію Різдва Пресвятої Богородиці. У 2003 році громада с. Бліх розпочала будівництво власного храму, який назвали на честь святих верховних апостолів Петра і Павла. У 2005 році був розроблений та зареєстрований статут нової парафії.
Будівництво розпочалося в жовтні 2003 року з освячення наріжного каменя отцями М. Бобровським, Г. Мисаном та В. Небесним. Проєкт храму створила архітектор Наталія Дацюк. У 2005 році були зведені стіни та накрито їх бляхою. У 2006—2010 роках проводилися внутрішні оздоблювальні роботи, а в 2010—2013 роках був виготовлений іконостас, автором якого є Степан Луканюк. У цей же період художники Євген Гірняк і Марія Шаповал розписали храм. Будівництво та оздоблення здійснювалося за кошти парафіян та інших жертводавців.
Храм був освячений у 2013 році митрополитом та архієпископом Тернопільсько-Зборівським Василієм Семенюком. Він також відвідував парафію у 2010 році, де благословив вірян мощами святого Івана Хрестителя. При храмі діють: Вівтарна і Марійська дружини, братство Серця Христового, спільнота «Матері в молитві» та парафіяльна рада. Члени цих спільнот часто здійснюють паломництва.
На парафії встановлено хрест на честь скасування панщини в 1848 році, а також хрест на символічній могилі Борцям за волю України.

## Парохи
- о. Василь Небесний (з 2003).